# Misato, Miyagi
Misato (japanska: 美里町?, Misato-machi)) är en landskommun (köping) i Miyagi prefektur i Japan.  
Kommunen bildades 2006 genom en sammanslagning av kommunerna Kogota och Nangō.